# Verlängertes Ellipsoid

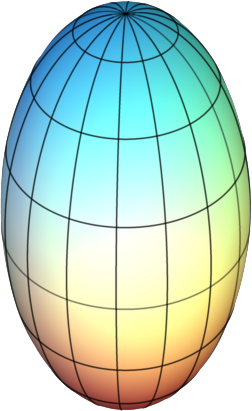
Verlängertes Ellipsoid

Als verlängertes oder prolates Ellipsoid wird ein spezielles Rotationsellipsoid bezeichnet, das durch Rotation einer Ellipse um ihre große Achse entsteht. Seine Polachse ist also länger als sein Äquatordurchmesser. Ein Beispiel für diese spindelartige Form ist der Rugbyball.
Das verlängerte Ellipsoid ist das Gegenstück zum abgeplatteten Ellipsoid, das die Regelform der Erde und aller größeren Planeten darstellt. Verlängerte Ellipsoide haben kaum praktische Bedeutung, sind aber für einige Aspekte der Gleichgewichts- und Potentialtheorie interessant.
Überraschenderweise ergaben zu Beginn des 18. Jahrhunderts französische Gradmessungen durch Picard, Cassini und Lahire, dass die Erdfigur ein solcher zum Pol verlängerter Körper sei. Isaac Newton zeigte aber durch ein Gedankenexperiment, dass die Fliehkraft der Erdrotation eine Verbreiterung des Äquators bewirken müsse. Auch habe der rasch rotierende Jupiter eine deutlich abgeplattete Form. Der Fehlschluss mit dem um 0,9 % zu langen Poldurchmesser stellte sich später als Folge kleiner systematischer Messfehler und einer Anomalie in der Erdkruste heraus.
Die Streitfrage „abgeplattet oder verlängert“ zwischen der Londoner und der Pariser Akademie wurde endgültig erst durch die französischen Expeditionen nach Peru und Lappland (1735–1741) zugunsten der Abplattung entschieden, die sich mit 1:304 ergab. Der wahre, durch Satellitengeodäsie ermittelte Wert beträgt 1:298,25.
Durch den Einfluss der Gezeitenreibung würden sich zwei einander umkreisende Himmelskörper minimal zu einem verlängerten Ellipsoid verformen. Meist überwiegt jedoch die von der Zentrifugalkraft hervorgerufene Abplattung der Körper aufgrund ihrer Rotation und läuft der Verlängerung zuwider.